# Chaetodon ocellatus
Chaetodon ocellatus är en fiskart som beskrevs av Bloch, 1787. Chaetodon ocellatus ingår i släktet Chaetodon och familjen Chaetodontidae. IUCN kategoriserar arten globalt som livskraftig. Inga underarter finns listade i Catalogue of Life.